# 줄리사 베르무데스

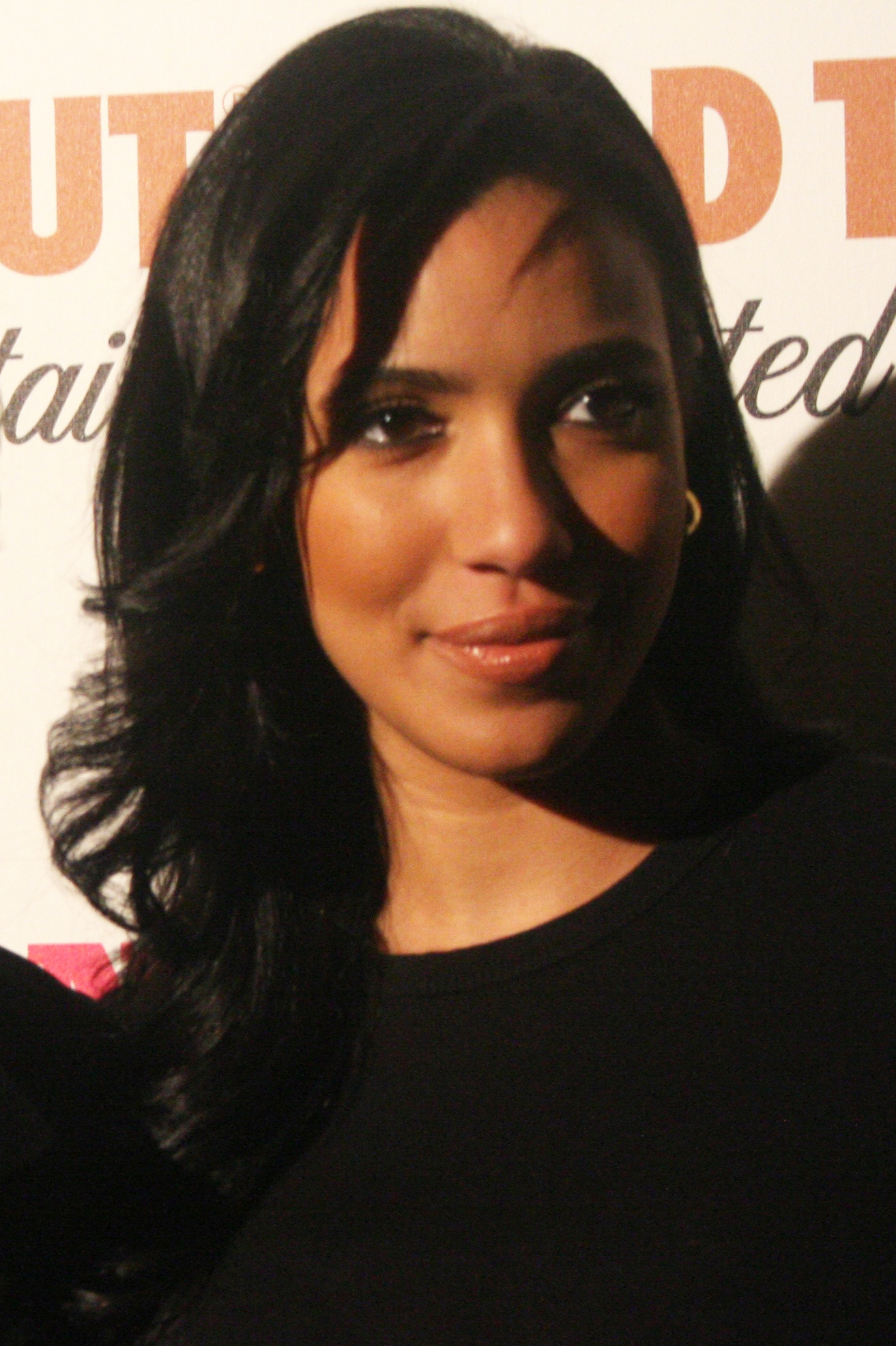

줄리사 베르무데스(Julissa Bermudez, 1983년 9월 28일 ~ )는 미국의 배우, 텔레비전 배우, 영화배우이다.
도미니카 공화국에서 태어났다.

## 영화
- 엠블런스를 탄 위험한 백만달러 (2018년) - 몬테즈 역
- 저지 쇼어 (2009년)
- 메이크 해픈 (2008년) - 카르멘 역